# Római katolikus kápolna és templom (Búcsúszentlászló)
Búcsúszentlászló római katolikus kápolnája és temploma a falu központjában magasodó domb oldalában, az Arany János utcában áll. Helyrajzi száma: 306, műemlékvédelmi (KÖH) törzsszáma 6418. A templom mögötti úgynevezett Szentkút Szent László tiszteletének helye.
A kegytemplom fölött emelkedő dombon álló Kálvária-kápolna, körülötte a keresztúti stációkkal (18. század második fele) ugyancsak műemlék; törzsszáma 6420).
Hazánk legszebb templomai között tartják számon; békés nyugalmával százezreknek adott már lelki erőt és vigasztalást az évszázadok alatt.

## Története
A hagyomány úgy tartja, hogy maga Szent László király rendelte el egy kis templom építését a Boldogságos Szent Szűz tiszteletére ezen a helyen, miután csodás módon megmenekült az őt üldöző seregtől. Jóllehet konkrét történelmi bizonyítékok nincsenek arra nézve, hogy valóban Szent László építtette volna a kápolnát, a régészek is román korinak (12–13. századinak) tartják a főoltár mögött meghúzódó kegykápolnát. Első írott említése 1270-ből ismert. A mellette fakadó forrásnak csodás gyógyulásokat tulajdonítottak, ezért zarándokhellyé vált. 1526-ig remeték gondozták, ekkor azonban a falu lakói az evangélikus hitre tértek át.
A török pusztítás idején egyrészt a rejtettsége biztosította a kápolna fennmaradását, másrészt pedig az, hogy a Koránt ismerő hívő muzulmánok tisztelték Jézus szülőanyját, Máriát, ezért nem bántották a tiszteletére emelt kápolnát. Éppen a kanizsai basáról maradt fenn az a történet, hogy 1690 előtt betegsége idején egyik keresztény túszát elküldte ide a kápolnába, hogy imádkozzon az ő gyógyulásáért. Amikor a rab ezt kényszerűségből megtette, a török basa meggyógyult. Ekkor személyesen is eljött ide, megkeresztelkedett, sőt, díszes pajzsát itt hagyta adományképpen a kápolnában. Eddig a történet. Ezt a pajzsot még 1780 körül is látta a ferences tartományfőnök, Kósa Jenő.
A ferences szerzetesek 1694-ben jöttek ide, amikor a rekatolizáció részeként Széchenyi Pál veszprémi püspök rájuk bízta az addigra már közismertté vált zarándokhelyet, „amely helyet a nép Szentlászlónak nevezte”. Ettől kezdve Szent László király és a Boldogasszony összefonódott tiszteletének jelentős búcsújáró helye. A püspök megbízó levelében számos, Szűz Mária közbenjárására történt csodát említ. A kápolna újkori legendája szerint a törökök rendszeresen erre a helyre hajtották magyar foglyaikat, akik vigasztalására a kápolnát angyalok hozták ide — ezért Angyalok kápolnájának nevezték el. A nagyobb Mária-ünnepeken és Szent László király ünnepén is egyre több hívő ember érkezett a kegyhelyre, ahol a ferences barátok fogadták őket. A török pusztítás – közte a hitbeli károk – után a katolikus egyház újjászervezésében is kiemelkedő szerepe volt a helynek és az itt szolgáló ferenceseknek. A török kor utáni első, nagyobb szabású zarándoklat 1713-ban indult meg egy újabb csodás gyógyulás után.
Ehhez az ősi kápolnához építették a méreteiben is impozáns barokk templomot, megőrizve ezzel az évszázadok homályába burkolózó kápolna épületét. A barokk templomot 1714-ben kezdték építeni, és 10 esztendő alatt készült el, jóllehet egyes belső munkálatai még tíz évvel tovább húzódtak. A templom megépülését Zala vármegye és számtalan gazdag nemesi család (pl. Zichy, Széchényi) segítsége, adománya tette lehetővé. A püspök 1734. június 20-án szentelte fel a templomot. Jellemző az akkori ferences barátok lelkesedésére és egyszerűségére, hogy az Isten házának építésébe akkor fogtak bele, amikor saját maguknak még nem volt rendházuk, hanem családoknál, illetve egyszerű viskókban laktak. A rendházukat csak 1724-ben kezdték építeni, és 1736-ban fejezték be.
1788-ban, amikor II. József feloszlatta szerzetesrendeket, az itteni konventet és gyógyszertárát megkímélte.
A templom alatt kriptát is kialakítottak az építők, és egészen 1811-ig ide helyezték végső nyugalomra az elhunyt szerzeteseket. Ezután a Kálvária dombot használták temetkezési célra.
Többször okozott súlyos kárt a templomban a villám és a vihar — így például 1774-ben, ami után hat évig dolgoztak olasz mesterek a károk helyrehozatalán. A templomot 1801-ben renoválták. 1820-ban éppen pünkösd hétfőn történt baj: a vihar betörte az összes ablakot. Majd 1874-ben olyan óriási villámcsapás sújtotta a tornyot, tetőt, hogy a tető leégett, a boltozat teljesen összedőlt, a rendház pedig lakhatatlanná vált. 1880-ra — többek között Deák Ferenc személyes, 2000 forintos adományából — újjáépítettek. 
A konventet 1950-ben bezáratták.
Az épületegyüttest 1967–1969-ben és 2001-ben helyreállították.

## A kegyhely épületegyüttese
A szabadon álló, keletelt, egyhajós barokk templomhoz kelet felől csatlakozik a korábbi, egyhajós, román kori kápolna (eredetileg templom).

### A templom
A templomot nyeregtető fedi; szentélye egyenesen záródik. Nyugati homlokzatának északi oldalán harangtorony, egyenes záródású szentélye felett huszártorony emelkedik. Északi oldalához kolostorépület csatlakozik (trsz.6419). Nyurati homlokzatát ferences szerzetesek fülkékben álló szobrai díszítik.
A hajó födéme csehsüvegboltozat, a szentélyé fiókos dongaboltozat. A karzat a hajó bejárati oldalán van. A hajó két oldalán kápolnasor húzódik, a kápolnák fölött emporiummal. 
A falképeket 1910-ben festették.
Berendezése jellemzően 18–20. századi. Az évszázadok folyamán nem sokat változott: a szobrok és oltárok döntő többsége egyidős a templommal, vagyis közel háromszáz éves. A fa- és szobrászmunkák nagy részét ferences szerzetesek végezték. A magyarországi barokk művészet kiemelkedő alkotása a templom, különösképpen a színek és formák szemet gyönyörködtető összhangja miatt.
A főoltárt a Zichy család készíttette 1734-ben, oltárképét Schmalzl Theotimus festette 1740 körül. A főoltár közepén lévő festményen a templom védőszentje, Szent László király látható — ezen a képen nem vitéz lovagként, hanem mint országépítő király, igazságot osztó bíró.
A templomnak nyolc mellékoltára van, ezeket ugyancsak a 18. század első felében faragták:
- a Lourdesi Szűz Mária oltár kivételével mindegyik barokk stílusú.
- a Mária oktatása mellékoltár képét 1735-ben festette Franz Anton Granister;

A papi szék és a szószék is a 18. század első felében készült. A szószék, jóllehet az 1910. évi felújítás alkalmával számos díszétől megfosztották, ma is a templom egyik legszebb, művészileg talán a leggazdagabb alkotása.
A keresztelőkutat és a gyóntatófülkéket a 19. század első felében készítették.

### A kápolna
Az Angyalok-kápolnáját nyeregtető fedi; kontyolt nyeregtetővel fedett szentélye félkörívben záródik. Homlokzatát fogrovatos, alatta vakívsoros párkány és lizénák tagolják. A déli oldalán félköríves, bélletes kapu és enyhén csúcsíves, rézsűs ablakok nyílnak. Hajója síkmennyezetes, szentélye negyedgömb boltozatos; karzata a hajó bejárati oldalán van.
Falképeit 1910-ben festették. Berendezése jellemzően 18. századi.
Kegyszobrát — Fogolykiváltó Boldogasszony —  18. század elején faragták; a hagyomány szerint a loretói kápolna Madonna-szobrának másolata.

## A zarándoklat különleges szokásai
A zarándokok elhozták útjukra az otthon fekvő betegek ruháit, valamint gyermekeiket, hogy ők is megkaphassák a középkori eredetű Szent Vince-áldást. Az először ide zarándokló gyermek búcsúkeresztanyát vagy búcsúkeresztapát választott magának a felnőttek közül, és az megkeresztelte őt a szent kút vizével. Ez a búcsúkeresztség életre szóló műrokoni kapcsolatot alakított ki.
A lányok régen kibontott hajjal tértek haza a zarándoklatról.